# We're No Angels (1955)
We're No Angels is een Amerikaanse filmkomedie uit 1955 onder regie van Michael Curtiz. In Nederland werd de film destijds uitgebracht onder de titel Engelen zonder vleugels.

## Verhaal
Drie ontsnapte gevangenen van Duivelseiland komen terecht in de winkel van Félix Ducotel. Ze gebruiken het excuus van gratis dakbedekking om hem kaal te plukken.

## Rolverdeling
| Acteur          | Personage        |
| --------------- | ---------------- |
| Humphrey Bogart | Joseph           |
| Aldo Ray        | Albert           |
| Peter Ustinov   | Jules            |
| Joan Bennett    | Amélie Ducotel   |
| Basil Rathbone  | André Trochard   |
| Leo G. Carroll  | Félix Ducotel    |
| John Baer       | Paul Trochard    |
| Gloria Talbott  | Isabelle Ducotel |
| Leo Penman      | Mevrouw Parole   |
| John Smith      | Arnaud           |